# Anticafenea

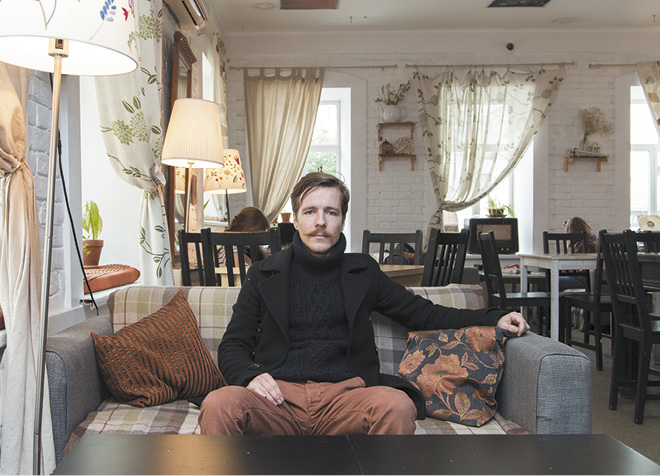
Ivan Mitin, cel care a creat prima anticafenea

Anticafeneaua este un local în care clienții nu plătesc pentru ceea ce consumă, ci pentru timpul petrecut aici.
Conceptul, cunoscut ca Zifferblatt (în germană semnificând "cadran de ceas"), a fost introdus de rusul Ivan Mitin, care a creat, mai întâi la Moscova și apoi în multe orașe din întreaga lume (Sankt Petersburg, Ljubliana, Londra, Kiev, New York) un lanț de cafenele, fiecare din acestea reprezentând de fapt un spațiu cultural și pentru socializare.
Într-o astfel de anticafenea, prietenii se pot întâlni și discuta sau se pot organiza evenimente ca: expoziții, prezentări, seri de lectură etc.
O anticafenea este dotată cu întreaga tehnologie necesară comunicării și prelucrării informației: wi-fi, imprimantă, scanner, cărți.

## Concept
Principalul concept al Zifferblatt este nu numai să folosești un sistem neobișnuit de salarizare, ci să creezi un spațiu plăcut ca acasă unde este confortabil pentru tine de a lucra și de a distra, de asemenea un loc în care va fi ușor să întâlnești oameni noi. Una dintre principalele caracteristici ale lui Zifferblatt este o tendință de a permite oaspeților să fie autonomi, dacă doriți să deveniți o parte a procesului: să gătiți alimente și să faceți băuturi la bucătăria comună, să organizați evenimente. Oamenii nu plătesc pentru consum; plătesc pentru spațiu și plătesc pentru timp, așa că este vorba despre participare.